# University of Nebraska Press
University of Nebraska Press, înființată în 1941, este o editură universitară ce publică lucrări științifice și de interes general. Editura funcționează sub patronajul University of Nebraska–Lincoln, principala universitate a statului Nebraska.

## Istoric
Editura publică aproximativ 110 de cărți noi anual și are mai mult de 2.500 de titluri tipărite. Ea publică în primul rând cărți de non-ficțiune și reviste academice, atât în formă tipărită, cât și în ediții electronice.
Editura are programe intense de publicare a studiilor cu privire la populația nativă americană și la istoria Vestului Sălbatic. Începând cu anul 2010, două dintre cărțile editurii au primit Premiul Bancroft. Editura are, de asemenea, un foarte apreciat program de editare a lucrărilor pe teme sportive.
University of Nebraska Press este editorul edițiilor științifice ale scrierilor Willei Cather, inclusiv clasicele My Antonia și O Pioneers!. Prin intermediul mărcii sale, Bison Books, editura publică lucrări de interes general cu privire la vestul SUA. Ea a fost activă, de asemenea, în retipărirea unor cărți clasice de diferite genuri, inclusiv science fiction și fantasy.
În septembrie 2011 editura a încheiat un acord de colaborare editorială cu Jewish Publication Society, una dintre cele mai vechi edituri cu specific evreiesc din Statele Unite ale Americii. În aprilie 2013 editura a achiziționat Potomac Books, o editură specializată pe subiecte militare și diplomatice.

## Mărci
- Bison Books
- Potomac Books
- Jewish Publication Society